# Экзарх
Экза́рх (греч. ἔξαρχος — «зачинатель»; «начальник хора»; «руководитель, глава») — изначально руководитель хора в Древней Греции. Позднее — титул руководителя, в частности, верховного жреца в Древнем Риме (понтифика) и верховного правителя крупной провинции в ранней Византии (см. Равеннский экзархат, Карфагенский экзархат). В православии и католицизме экзарх — сан главы отдельного церковного округа.

## Экзарх в православии
Использование термина в церковных документах — более раннее, чем термина «Патриарх», — находим в 9-м Правиле Халкидонского собора (451).
В современном православии экзархом обычно называют старшего епископа отдельного церковного округа (экзархата), расположенного за пределами страны основной юрисдикции данной поместной церкви (патриархата).

### В Русской православной церкви
Согласно Уставу Русской православной церкви экзарх избирается Священным синодом и назначается патриаршим указом. Экзарх является епархиальным архиереем и управляет экзархатом на основании церковных канонов. Имя экзарха возглашается на богослужении во всех храмах экзархата следом за именем патриарха.
В Синодальный период существовал Грузинский экзархат. В 1941—1944 годах в Русской церкви существовал экзархат Латвии и Эстонии (кафедры в Риге и Вильнюсе), экзархом весь этот период был митрополит Сергий.
В XX веке за пределами канонической территории было образовано несколько экзархатов, объединявших зарубежные епархии Русской церкви. В СССР существовал Украинский экзархат. В 1990 году все зарубежные экзархаты были упразднены, а Украинский экзархат был преобразован в Украинскую православную церковь.
На начало 2024 года в РПЦ четыре экзарха:
- Патриарший экзарх всея Беларуси
- Патриарший экзарх Западной Европы
- Патриарший экзарх Юго-восточной Азии
- Патриарший экзарх Африки

## Экзарх в католицизме
В истории было несколько примеров, когда титул экзарха присваивался епископу латинского обряда. Так в 1157 году архиепископ Лиона стал экзархом Бургундии. Однако впоследствии на Западе термин «экзарх» был полностью вытеснен термином апостольский викарий. В настоящее время экзархаты существуют только в восточнокатолических церквях.
Экзархаты делятся на апостольские, патриаршие и архиепископские. Апостольский экзархат образуется Папой, во главе его обязательно стоит епископ, однако экзархат не возводится в статус епархии. Часто апостольские экзархаты образуются на территориях, оторванных от центра конкретной Восточной церкви, но с существенным населением, исповедующим данный восточный обряд (например, экзархат Армянской католической церкви в Америке, экзархат Украинской грекокатолической церкви в Великобритании и др.)
Патриаршие и архиепископские экзархи назначаются главами восточнокатолических церквей — патриархами и верховными архиепископами. Эти экзархаты образуются на территориях традиционного распространения данного обряда, их главой необязательно является епископ; они могут быть суффраганными по отношению к архиепархии, а могут подчиняться напрямую патриарху или верховному архиепископу.
По состоянию на начало 2014 года в восточнокатолических церквях насчитывалось 16 апостольских экзархатов, 9 — патриарших и 5 архиепископских (все в УГКЦ).
После Февральской революции 1917 года на Первом соборе русских католиков, созванном митрополитом Андреем Шептицким 28-31 мая 1917 года был образован апостольский экзархат для русских католиков византийского обряда. 

### Хронология экзархов
- протопресвитер Леонид Фёдоров M.S.U.[10] (28.05.1917 — 7.03.1935);
  - Sede vacante (1935—1939); вице-экзарх священник Сергей Михайлович Соловьев (13.10.1885 - 2.03.1942)
- архимандрит блаженный Климентий Шептицкий M.S.U. (17.09.1939 — 1.05.1951);
  - Sede vacante (1951—2004); вице-экзарх Виктор Новиков S.J.

В настоящее время пост экзарха русских католиков остаётся вакантным. 
20 декабря 2004 года Святой Престол назначил ординарием для католиков византийского обряда в России епископа Иосифа Верта.